# Aimée Bologne-Lemaire
Aimée Bologne-Lemaire, née le 6 janvier 1904 à Bruxelles et morte le 20 décembre 1998 à Nalinnes, est une féministe belge, résistante, républicaine et militante wallonne.

## Biographie
Aimée Lemaire est née le 6 janvier 1904 à Saint-Gilles. Sa mère, Alida Van Besien (1873-1964) est professeure à l'école moyenne de Saint-Gilles et son père, Alfred Lemaire (1874-) avocat,.
À 18 ans elle termine ses humanités en passant par le jury central pour pouvoir entrer à l'Université. C'est, à l'époque, le seul moyen pour les filles d'avoir accès à l'université. Elle sort de l'Université libre de Bruxelles en 1926 avec le titre de docteure en Philosophie et Lettres, devient professeure de latin, grec, français et histoire à la section Lycée de l'École moyenne de Charleroi - le futur Athénée. Elle est la première femme universitaire à y donner cours et la seule universitaire laïque dans une école dominée par le cléricalisme,. Lorsqu'elle en devient préfète des études, elle supprime la messe durant les heures de cours.
Elle épouse Maurice Bologne le 4 septembre 1929. Il a 29 ans et vit dans un milieu de révolutionnaires. Elle partage avec lui  son enthousiasme pour  le marxisme, la révolution, l'internationalisme, Charles Plisnier, les Somerhausen,  rencontrés à une  manifestation en faveur de Sacco et Vanzetti.  
Maurice Bologne lui parle de Pandit Nehru, de Sun Yat-sen, du « Premier Congrès international contre l'impérialisme et le colonialisme » de 1927 auquel il a participé à Bruxelles[réf. nécessaire]. 
Domiciliée à Bruxelles, Aimée Lemaire enseigne à l'Athénée royal d'Ixelles de 1930 à 1943.

### Féministe
Aimée Bologne-Lemaire est engagée dans le mouvement féministe. Elle est membre fondatrice en 1930 du Groupement belge de la Porte ouverte qui défend l'égalité complète des femmes et des hommes en toutes circonstances et tout au long de leur vie.  

### Résistante antifasciste
Aimée Bologne-Lemaire est aussi militante pour la paix et contre le fascisme, Par solidarité avec les Républicains espagnols, elle aide les Brigades internationales adhère au Comité de vigilance des intellectuels antifascistes et mène campagne contre le rexisme
Elle aide les Brigades internationales, adhère au Comité de vigilance des intellectuels antifascistes et mène campagne contre le rexisme. Elle adhère à l'Avant-Garde wallonne de Bruxelles et contribue à la naissance de la Garde wallonne de Bruxelles. Elle devient, avec son mari, une des chevilles ouvrières de la Société historique pour la Défense et l’Illustration de la Wallonie fondée en 1938.
Elle acclame la France à Waterloo avec l'Abbé Jules Mahieu[réf. nécessaire].[pas clair]
Puis c'est l'exode avec des gens comme François Bovesse, Joseph Calozet, Arille Carlier, François Van Belle, François Simon, Alfred Harcq, Lucien Hiernaux, René Thône, René Degand, des Namurois, Carolorégiens, Ardennais, Bruxellois, des  Wallons et d'abord des antifascistes.  Wallonie libre est fondée le 18 juin, arbore la croix de Lorraine, s'engage dans la Résistance[pas clair].[réf. nécessaire]

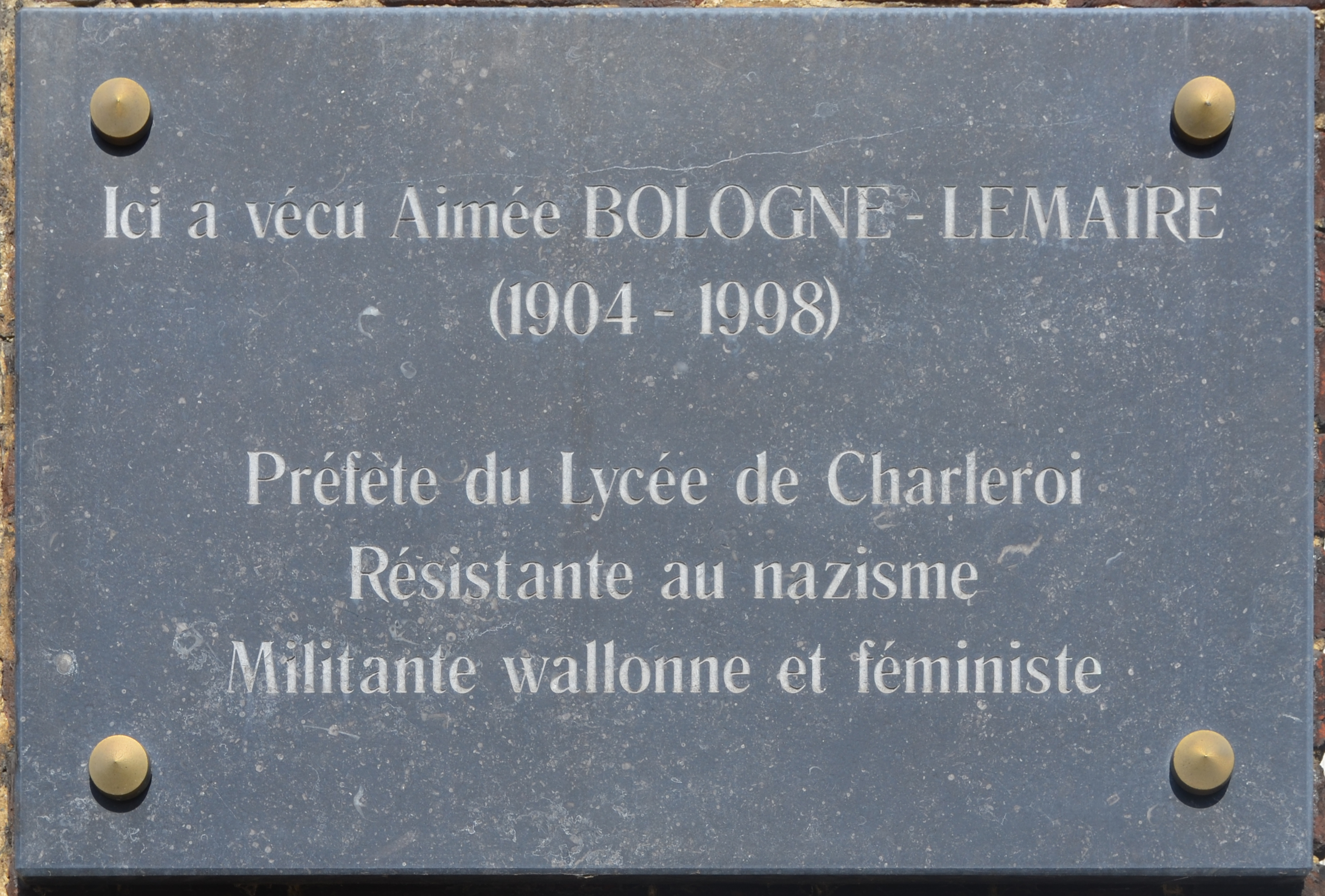
Plaque apposée sur la façade de l'Athénée royal Vauban à Charleroi.

Lorsque la Seconde Guerre mondiale éclate, elle s'engage dans la résistance et participe à la diffusion de la presse clandestine, comme la Wallonie Libre, la Libre Belgique clandestine, la Voix des belges, la Meuse dès septembre 1940, puis rejoint les Milices patriotiques, dès septembre 1941 et devient membre du Front de l'Indépendance début 1942. 
Préfète du Lycée de Charleroi en février 1943, elle y crée une cellule  de Wallonie libre, protège les élèves que les Allemands tentent de recruter pour le Service du travail obligatoire, refuse de livrer les listes d'élèves de dernière année, fournit des certificats falsifiés aux élèves menacées de déportation, participe à un réseau qui met à l'abri les enfants juifs.
Menacée de poursuites par la Werbstelle de Charleroi, elle se réfugie durant l'été 1943 à Comblain-au-Pont, en région liégeoise. De retour à Charleroi, elle est à nouveau inquiétée par les Allemands car son nom et celui de Maurice Bologne figurent sur des listes dressées par les Rexistes. Le couple se réfugie alors à Nalinnes jusqu'à la libération de Charleroi, le 4 septembre 1944.

### Militante wallonne
Aimée Bologne-Lemaire est  membre fondatrice de l’Association pour le Progrès intellectuel et artistique de la Wallonie et participe au Congrès national wallon de 1945 puis aux autres, à Namur, Charleroi, Verviers, rallie[pas clair] André Renard avec Robert Moreau et André Genot, en 1960.
En 1961, elle crée l’Institut Jules Destrée, un institut de recherche dédié à « l’intérêt général et le bien commun des femmes et des hommes en société, du local au global, au travers d’une démocratie exemplaire et d’un meilleur développement ».
Durant l'hiver 1960-1961, une grève générale contre le programme d'austérité du gouvernement belge de Gaston Eyskens, paralyse le pays et principalement la Wallonie. Aimée Bologne-Lemaire quitte l'enseignement le 19 décembre 1960, pour participer plus librement à la lutte aux côtés des travailleurs. 
La grève finie, elle redouble d'activités au sein de l'Institut Jules Destrée, milite au sein du Mouvement populaire wallon.
Républicaine convaincue, elle rejoint ensuite dans le Rassemblement wallon, où elle crée une Commission féminine fédérale, qu'elle préside de 1968 à 1975, accompagne Maurice Bologne comme sénateur durant la même période et l'accompagne ensuite dans la grave maladie qui le frappe jusqu'à son décès en 1984. 
De plus, elle va organiser l’importante Journée des Femmes du 19 avril 1975 à la Maison de la Culture de Namur. Elle figure parmi les signataires du Manifeste pour la culture wallonne de 1983.

### Mort
Aimée Bologne-Lemaire meurt le 20 décembre 1998 d'un infarctus. Philippe Destatte, directeur de l'Institut Jules Destrée, prononce son oraison funèbre .

## Reconnaissances
- Une plaque commémorative est inaugurée à l'Athénée royal Vauban à Charleroi, le 20 décembre 1999[14].
- Le 6 mars 2020, l'Athénée Vauban (anciennement Lycée de Charleroi) organise une cérémonie d'hommage à Aimée Bologne-Lemaire, à l'occasion du 20ème anniversaire de la pose de la plaque commémorative[15].
- Un prix Bologne-Lemaire de la Wallonne ou du Wallon de l’année, en hommage à Maurice Bologne et Aimée Lemaire, est remis chaque année depuis 1976 à une personne qui, par son action sociale, économique, politique ou culturelle aura le mieux servi les intérêts de la société wallonne[16].

## Publications
- Arille Carlier ou la  conscience wallonne, 1976, Institut Jules Destrée pour la Défense et l'Illustration de la Wallonie
- Jules Destrée : 21 août 1863-2 janvier 1936 : biographie succincte, 1969, Institut Jules Destrée pour la Défense et l'Illustration de la Wallonie.